# 포사브스카 통계 지방

포사브스카 통계 지방의 위치

포사브스카 통계 지방(슬로베니아어: Posavska statistična regija)은 슬로베니아 남부에 위치한 통계 지방으로 최대 도시는 크르슈코이며 면적은 968km2, 인구는 75,727명(2015년 기준), 인구 밀도는 78명/km2이다.
접근성이 좋은 교통망, 포도주 생산으로 유명한 포도원, 사바강·크르카강 유역의 수자원이 있는 언덕으로 유명한 통계 지방이다. 크로아티아와 국경을 접하며 6개 지방 자치체가 이 지방에 속한다. 지방의 경제는 서비스업이 45.8%, 공업이 50%, 농업이 4.2%를 차지한다.

## 지방 자치체
- 비스트리차오브소틀리
- 브레지체
- 코스타네비차나크르키
- 크르슈코
- 라데체
- 세브니차